# Purísima del Rincón
Purísima del Rincón är en kommun i Mexiko.   Den ligger i delstaten Guanajuato, i den centrala delen av landet, 300 km nordväst om huvudstaden Mexico City.
Följande samhällen finns i Purísima del Rincón:
- Monte Grande
- Potrerillos
- El Toro
- Rincones de la Pradera
- El Refugio
- Cañada de Soto
- Buenavista
- San Jerónimo
- Colonia San Javier
- La Descubridora
- Colinas del Real
- Tepetate del Gallo
- Puerta de Jalpa
- Fraccionamiento los Ángeles
- San Fernando
- El Saucillo
- Valle del Rincón
- La Trinidad
- La Mina
- Los Pinos
- La Providencia
- Fraccionamiento las Arcinas
- La Cintilla